# Бан (Марна)
Бан (фр. Bannes) насеље је и општина у североисточној Француској у региону Шампања-Ардени, у департману Марна која припада префектури Еперне.
По подацима из 2011. године у општини је живело 275 становника, а густина насељености је износила 11,79 становника/km². Општина се простире на површини од 23,33 km². Налази се на средњој надморској висини од 168 метара.

## Демографија
| 1962. | 1968. | 1975. | 1982. | 1990. | 1999. | 2011. |
| ----- | ----- | ----- | ----- | ----- | ----- | ----- |
| 236   | 271   | 230   | 224   | 204   | 212   | 275   |

График промене броја становника у току последњих година